# Москва-Товарная-Рязанская
Москва-Товарная-Рязанская — грузовая железнодорожная станция II класса, расположенная на Казанском / Рязанском направлении Московской железной дороги, построенная в 1897 году. Расположена на участках обслуживания Московско-Рязанской дистанции пути ПЧ-5; Панковской дистанции электроснабжения ЭЧ-16; Перовской дистанции сигнализации, централизации и блокировки ШЧ-6.

## История станции
Первой остановкой от Казанского вокзала Москвы в XIX веке была платформа Сокольники на ответвлении Митьковской соединительной ветви напротив нынешней станции Москва-Товарная-Рязанская (Москва-Товарная — 1) с выходом в Гавриков переулок — известное царство хлеба. Где в 1894 году, дорога построила вместительное хранилище. Эта биржа стала посредником в перевалке миллионов пудов российского хлеба по стране и за границу. Товарная станция была открыта в 1897 году как Москва-Товарная — 1. Грузооборот на станции рос из года в год. Да так, что грузовая железнодорожная станция Москва-Товарная — 1 уже не справлялась с этим потоком грузов. Впоследствии, чтобы разгрузить станцию пришлось открывать дополнительное товарное отделение под названием Москва-Товарная — 2, более известная по фамилии прежнего владельца участка земли как Москва II-Митьково.
В июле 2020 наблюдается полное отсутствие вагонов на станции, все пути заросли травой.

## Инфраструктура станции
На станции расположено большое количество крытых складов, открытых площадок для хранения контейнеров, высокие и низкие платформы для разгрузки вагонов, а также 4 козловых грузоподъёмных крана. Максимальная грузоподъемность установленных на станции механизмов для погрузки и выгрузки тяжеловесных грузов составляет 20 тонн.

## Путевое развитие
Путевое развитие станции Москва-Товарная-Рязанская — 30 путей, из них 21 — тупиковые погрузочно-выгрузочные, 7 — приёмо-отправочные для участковых сборных и вывозных поездов обоих направлений, 1 — вытяжной улавливающий тупик и, 1 — подъездной путь к ООО «Юнилевер СНГ» — майонезное производство Calve.

## Маневровая работа
Выполняются маневровые операции по прицепке/отцепке вагонов к сборным поездам и подача/вывоз вагонов под погрузку/разгрузку.
Маневровую работу на станции выполняют тепловозы ЧМЭ3 приписки депо ТЧ-6 Москва-Сортировочная.

## Местная работана станции
На станции выполняют следующие операции:
1. Технические — расформирование и формирование поездов, подача и уборка вагонов на грузовых фронтах, обработка
составов по прибытию и отправлению;
2. Грузовые — погрузка, выгрузка, перегрузка и сортировка.
Станция открыта для грузовой работы. Станция открыта по параграфу, позволяющему выполнять контейнерные перевозки.
- § .8. Прием и выдача грузов в универсальных контейнерах транспорта массой брутто 20 т. на станциях.
- § .9. Прием и выдача грузов в универсальных контейнерах транспорта массой брутто 20 т. на подъездных путях (с оформлением перевозочных документов).

3. Коммерческие — прием, взвешивание и выдача грузов, оформление перевозочных документов, исчисление провозных плат и
расчеты с отправителями и получателями, розыск грузов, финансовая и кассовая отчетность:
- § .6. Приём и выдача мелких отправок грузов (крытые склады).
- § .7. Приём и выдача повагонных и мелких отправок (подъездные пути).
- § .8. Приём и выдача повагонных отправок грузов (крытые склады).
- § 10.Приём и выдача грузов в универсальных контейнерах 3 т. и 5 т. (оформление документов).

В декабре 2018 года станция закрыта для грузовой работы по параграфам 1-6. Код АСУЖТ смёнён с 194009 на 194013

## Перспективы развития
Несколько лет станции Москва-Пассажирская-Казанская и Москва-Товарная-Рязанская находятся под единым руководством. В дальнейшем планируется их объединить в станцию Москва-Казанская с товарным парком.
Формирование почтово-багажных поездов будет проводиться на Москве-Товарной-Рязанской. Это разгрузит Москву-Пассажирскую-Казанскую. Объединенная станция будет заниматься не только организацией пассажирских перевозок и формированием почтово-багажных поездов, но и грузовой работой, то есть будет универсальной.